# Baise
Baise (en zhuang, Baksaek si; literalmente, ‘lugar donde se agolpan ríos y montañas’ ; en chino, 百色市; pinyin, Bǎisè shì, léase Bái-Se) es una ciudad-prefectura en la región autónoma Guangxi de Zuang, en la República Popular China. Su área es de 36 201 km² y su población total para 2018 superó los 3,6 millones de habitantes.

## Toponimia
El nombre Baise, originalmente "Bose" (博涩), es una transliteración china de su nombre original en idioma zhuang, "Baksaek", y pueda significar "lugar de terreno complicado donde se agolpan montañas y ríos", o simplemente "brecha atascada".
Una teoría sugiere que "Baksaek" signifique "lugar para golpear la ropa sucia", según la leyenda, en la confluencia de los ríos de la zona, había un estanque profundo con una aldea en la orilla, y las mujeres solían lavar allí su ropa.

## Administración
Desde 2022, la ciudad prefectura de Baise está conformada de 12 localidades que se administran en 2 distritos urbanos, 2 ciudades suburbanas, 7 condados y 1 condado autónomo.
- Distrito Youjiang 右江区
- Distrito Tianyang 田阳区
- Ciudad Pingguo 平果市
- Ciudad Jingxi 靖西市
- Condado Leye 乐业县
- Condado Xilin 西林县
- Condado Tianlin 田林县
- Condado Lingyun 凌云县
- Condado Tiandong 田东县
- Condado Debao 德保县
- Condado Napo 那坡县
- Condado autónomo Longlin 隆林各族自治县

## Historia
Poblada desde el Paleolítico y fundada como ciudad en el año de 1730, cuando apareció en la historia. Se transformó en el condado de Báise en 1913. En 1929, Deng Xiaoping y otros líderes comenzaron la rebelión en Báise contra el feudalismo y el imperialismo llamada la rebelión Youjiang. En 1983, el condado de Báise pasó a ser ciudad. Y en 2002 quedó bajo la administración de Guangxi.

## Geografía
Baise está situada en una cuenca rodeada de montañas que proporciona habita para miles de animales y plantas, en su área se encuentra el lago Chengbi que sirve para pequeñas embarcaciones, el río Buliu surte a la ciudad. La ciudad se encuentra al noroeste de Guangxi, limítrofe de Guizhou, Yunnan y Vietnam. Ubicada entre las tres principales capitales del suroeste. Nanning, Kunming, y Guiyang. Su superficie es de 3.726 km², (más del 59% de bosques) y su altitud media que supera los 500 metros

## Clima
Baise tiene un Monzón influenciado, al Clima subtropical húmedo, con inviernos cortos y secos que carecen de nieve, y veranos largos, no muy calientes debido a la lluvia pero si muy húmedos. Las temperaturas promedio es de 18C a 22C, en enero con 12C y en julio con 28C, la precipitación media anual asciende a 1,200-2,000 mm., tienen un clima similar al del Centro de Yunnan.
| Parámetros climáticos promedio de Baise (1971-2000)              | Parámetros climáticos promedio de Baise (1971-2000) | Parámetros climáticos promedio de Baise (1971-2000) | Parámetros climáticos promedio de Baise (1971-2000) | Parámetros climáticos promedio de Baise (1971-2000) | Parámetros climáticos promedio de Baise (1971-2000) | Parámetros climáticos promedio de Baise (1971-2000) | Parámetros climáticos promedio de Baise (1971-2000) | Parámetros climáticos promedio de Baise (1971-2000) | Parámetros climáticos promedio de Baise (1971-2000) | Parámetros climáticos promedio de Baise (1971-2000) | Parámetros climáticos promedio de Baise (1971-2000) | Parámetros climáticos promedio de Baise (1971-2000) | Parámetros climáticos promedio de Baise (1971-2000) |
| Mes                                                              | Ene.                                                | Feb.                                                | Mar.                                                | Abr.                                                | May.                                                | Jun.                                                | Jul.                                                | Ago.                                                | Sep.                                                | Oct.                                                | Nov.                                                | Dic.                                                | Anual                                               |
| ---------------------------------------------------------------- | --------------------------------------------------- | --------------------------------------------------- | --------------------------------------------------- | --------------------------------------------------- | --------------------------------------------------- | --------------------------------------------------- | --------------------------------------------------- | --------------------------------------------------- | --------------------------------------------------- | --------------------------------------------------- | --------------------------------------------------- | --------------------------------------------------- | --------------------------------------------------- |
| Temp. máx. media (°C)                                            | 18.2                                                | 20.1                                                | 24.6                                                | 29.4                                                | 31.8                                                | 33.2                                                | 33.8                                                | 33.6                                                | 31.9                                                | 28.5                                                | 24.2                                                | 20.8                                                | 27.5                                                |
| Temp. mín. media (°C)                                            | 10.2                                                | 11.8                                                | 15.3                                                | 19.6                                                | 22.3                                                | 24.3                                                | 24.7                                                | 24.2                                                | 22.4                                                | 19.1                                                | 14.8                                                | 10.8                                                | 18.3                                                |
| Lluvias (mm)                                                     | 17.1                                                | 21.4                                                | 35.8                                                | 61.4                                                | 144.1                                               | 180.4                                               | 204.5                                               | 182.3                                               | 106.9                                               | 70.6                                                | 33.7                                                | 12.4                                                | 1070.6                                              |
| Días de lluvias (≥ 0.1 mm)                                       | 8.3                                                 | 8.6                                                 | 7.9                                                 | 10.0                                                | 13.5                                                | 14.4                                                | 15.8                                                | 16.3                                                | 10.7                                                | 9.4                                                 | 7.2                                                 | 4.8                                                 | 126.9                                               |
| Horas de sol                                                     | 82.9                                                | 78.1                                                | 113.8                                               | 141.2                                               | 163.9                                               | 165.0                                               | 190.1                                               | 194.8                                               | 177.7                                               | 147.1                                               | 125.1                                               | 126.1                                               | 1705.8                                              |
| Humedad relativa (%)                                             | 76                                                  | 74                                                  | 72                                                  | 72                                                  | 75                                                  | 78                                                  | 80                                                  | 81                                                  | 80                                                  | 79                                                  | 78                                                  | 75                                                  | 76.7                                                |
| Fuente: China Meteorological Administration 7 de octubre de 2010 |                                                     |                                                     |                                                     |                                                     |                                                     |                                                     |                                                     |                                                     |                                                     |                                                     |                                                     |                                                     |                                                     |

## Economía
Baise es rica en recursos naturales.  Es famosa por sus frutas y vegetales en toda China. En Baise aumentan los recursos minerales como la bauxita, cobre, cristal, lignito y oro. las reservas potenciales de bauxita son de un total de 1000 millones de toneladas, lo que representa casi un tercio del total de China.
Baise contó con un PIB de 34.9 mil millones de yuanes en 2007, lo que representa un aumento del 18,7% en la tasa interanual. El PIB de la ciudad representa aproximadamente el 5,9% del total de Guangxi y ocupó el quinto lugar en la región autónoma. La producción de valor añadido de la industria secundaria (industria y construcción) asciende a 17,6 mil millones de yuanes, lo que representa el 50,4% del total de la ciudad.
El aluminio y las industrias relacionadas con el aluminio son columna vertebral de la economía. En 2007, la producción industrial de este metal contribuyó con la mitad del total de la ciudad. Además, la petroquímica, energía, carbón, manganeso, materiales de construcción, la producción de azúcar y la fabricación de papel también se han desarrollado rápidamente.

## Transporte
La ciudad de Baise se conecta a las carreteras nacionales que van a todo el país, y también tiene línea de ferrocarril. El aeropuerto (inaugurado en 2007) se encuentra a 38 km del casco urbano.